# Wella
Wella är en stor tillverkare av schampo och övriga hårvårdsprodukter. Företaget grundades 1880 och köptes år 2003 av Procter & Gamble.